# Taça Brasil de Futsal Feminino
A Taça Brasil de Futsal Feminino é um campeonato de futsal do Brasil. A Taça Brasil é uma das competições mais tradicionais da Confederação Brasileira de Futebol de Salão (CBFS). O campeonato, que reúne os representantes dos Estados (em sua maioria absoluta os campeões), já foi conquistado pelos principais clubes do país, no ano de 2015 foi criado a primeira edição do Campeonato Brasileiro de Futsal Feminino.
Atualmente há um sistema de acesso e descenso, com três divisões (Especial, 1.ª e 2.ª), apesar dos clubes não terem vaga assegurada a cada ano. Assim, o rebaixamento ou acesso se dá em relação à vaga de determinado Estado, que geralmente indica o seu campeão estadual para a disputa. Este sistema de divisões foi implantado na edição de 2010. Até 2009 havia uma fase eliminatória dividida por regiões, em que os campeões de 7 grupos se juntavam ao time da cidade-sede.
A primeira edição foi disputada em 1992, em Mairinque (SP), e o campeão foi o Bordon (SP), com o Vasco da Gama (RJ) ficando com o 2º lugar.

## Lista de campeões
| Edição                                        | Ano                                 | Sede                                | Campeão                             | Vice-campeão                                            |
| Como Taça Brasil de Futsal Feminino           | Como Taça Brasil de Futsal Feminino | Como Taça Brasil de Futsal Feminino | Como Taça Brasil de Futsal Feminino | Como Taça Brasil de Futsal Feminino                     |
| --------------------------------------------- | ----------------------------------- | ----------------------------------- | ----------------------------------- | ------------------------------------------------------- |
| 1.ª                                           | 1992 Detalhes                       | Mairinque                           | Bordon                              | Vasco da Gama                                           |
| 2.ª                                           | 1993 Detalhes                       | Goiânia                             | Vasco da Gama                       | Euroexport                                              |
| 3.ª                                           | 1994 Detalhes                       | Salvador                            | Euroexport                          | Euroexport                                              |
| 4.ª                                           | 1995 Detalhes                       | Londrina                            | Marvel                              | Vasco da Gama                                           |
| 5.ª                                           | 1996 Detalhes                       | Porto Alegre                        | Marvel                              | Vasco da Gama                                           |
| 6.ª                                           | 1997 Detalhes                       | Guarujá                             | Sabesp                              | Marvel                                                  |
| 7.ª                                           | 1998 Detalhes                       | São Gonçalo do Amarante             | Sabesp                              | Nordeste                                                |
| 8.ª                                           | 1999 Detalhes                       | Campos do Jordão                    | Sabesp                              | Valinhos                                                |
| 9.ª                                           | 2000 Detalhes                       | Goiânia e Anápolis                  | Unisantana                          | Flávio Automóveis                                       |
| 10.ª                                          | 2001 Detalhes                       | Brasília                            | Sabesp                              | SERC Chimarrão                                          |
| 11.ª                                          | 2002 Detalhes                       | Goiânia                             | Sabesp                              | SERC Chimarrão                                          |
| 12.ª                                          | 2003 Detalhes                       | Belém                               | SERC Chimarrão                      | Sabesp                                                  |
| 13.ª                                          | 2004 Detalhes                       | Londrina                            | SERC Chimarrão                      | Santo Ângelo                                            |
| 14.ª                                          | 2005 Detalhes                       | Campo Grande                        | Kindermann                          | Popiolski                                               |
| 15.ª                                          | 2006 Detalhes                       | Catalão                             | Kindermann                          | Jaguaré                                                 |
| 16.ª                                          | 2007 Detalhes                       | Maringá                             | SERC Chimarrão                      | Kindermann                                              |
| 17.ª                                          | 2008 Detalhes                       | Chapecó                             | Jaguaré                             | Nacional Gás/UNIFOR                                     |
| 18.ª                                          | 2009 Detalhes                       | Londrina                            | Unochapecó                          | Unopar/FEL/Sercomtel                                    |
| 19.ª                                          | 2010 Detalhes                       | Anápolis                            | Unochapecó                          | Nacional Gás/UNIFOR                                     |
| 20.ª                                          | 2011 Detalhes                       | Criciúma                            | Unochapecó                          | Nacional Gás/UNIFOR                                     |
| 21.ª                                          | 2012 Detalhes                       | Guarapuava                          | Unochapecó                          | Nacional Gás/UNIFOR                                     |
| 22.ª                                          | 2013 Detalhes                       | Brusque                             | Barateiro                           | CSSE - Clube dos Subtenentes e Sargentos do II Exército |
| Não houve em 2014.                            |                                     |                                     |                                     |                                                         |
| 23.ª                                          | 2015 Detalhes                       | Brusque                             | Barateiro                           | FEMALE/Chapecó                                          |
| 24.ª                                          | 2016 Detalhes                       | Lages                               | FEMALE/Unochapecó                   | Leoas de Serra                                          |
| 25.ª                                          | 2017 Detalhes                       | Contagem                            | FEMALE/Unochapecó                   | Celemaster                                              |
| 26.ª                                          | 2018 Detalhes                       | Telêmaco Borba                      | FEMALE/Unochapecó                   | Baterias Júpiter/Cianorte                               |
| 27.ª                                          | 2019 Detalhes                       | Lages                               | Leoas de Serra                      | Taboão da Serra                                         |
| --                                            | 2020                                | --                                  | --                                  | --                                                      |
| 28.ª                                          | 2021 Detalhes                       | Pato Branco                         | Leoas da Serra                      | Taboão da Serra                                         |
| 29°                                           | 2022 Detalhes                       | Campo Grande                        | Stein Cascavel                      | SERC Chapadão                                           |
| 30°                                           | 2023 Detalhes                       | Londrina                            | Taboão da Serra                     | Leoas da Serra                                          |
| Como Campeonato Brasileiro de Futsal Feminino |                                     |                                     |                                     |                                                         |
| 1.ª                                           | 2015 Detalhes                       | Goiânia                             | Female/Chapecó                      | Nacional Gás/Unifor                                     |

### Títulos por equipe
| Clube           | Títulos |
| --------------- | ------- |
| Unochapecó      | 7       |
| Sabesp          | 5       |
| SERC Chimarrão  | 3       |
| Leoas da Serra  | 2       |
| Kindermann      | 2       |
| Barateiro       | 2       |
| Marvel          | 2       |
| Taboão da Serra | 1       |
| Stein Cascavel  | 1       |
| Bordon          | 1       |
| Vasco da Gama   | 1       |
| Euroexport      | 1       |
| Unisantana      | 1       |
| Jaguaré         | 1       |

### Títulos por estado
| Estado            | Títulos |
| ----------------- | ------- |
| Santa Catarina    | 13      |
| São Paulo         | 11      |
| Rio Grande do Sul | 3       |
| Paraná            | 1       |
| Bahia             | 1       |
| Rio de Janeiro    | 1       |